# Patricia D. Lopez
Patricia Diane Lopez (Patty Lopez) je americká informatička známá svým výzkumem v oblastech počítačového vidění, úpravy obrazu a zpracování obrazu. Její nejvýznamnější prací jsou především úspěchy ve zpracování neuronových sítí, tvorby lidského vidění a patenty na snímání obrazu.

## Životopis
Na New Mexico State University získala Lopez tři tituly, v roce 1980 B.S. z počítačové vědy, v roce 1982 M.S. v počítačové vědě s vedlejšími obory elektrotechnice a psychologii a v roce 1989 Ph.D z počítačové vědy. V letech 1983–1989 byla na New Mexico State University součástí výzkumných skupin zabývajících se viděním a robotikou. V roce 1989 začala pracovat pro Hewlett Packard Co. jako R&D Software Design Engineer, kde vyvíjela algoritmy pro zpracování obrazu a software na snímání obrazu. V roce 2000 se zde stala Imaging Scientist zodpovědnou za nové technologie snímání. V roce 2008 začala pracovat pro Intel Corporation jako Component Design Engineer for Logic Validation a v roce 2010 jako Platform Applications Engineer for the Mission Critical Data Center.

## Ocenění
Mezi její významná ocenění patří:
- Great Minds in STEM/HENAAC, Community Service Award, 2010
- Hewlett Packard Diversity and Inclusion Award, 2004
- New Mexico State University Distinguished Alumna, College of Arts and Sciences, Technical, 2003[3]
- Hewlett Packard Campus Recognition Program Award, 2003
- Hewlett Packard Technical Leadership Award, 2001